# Gekkan Shōnen Jump
Monthly Shonen Jump (月刊少年ジャンプ, Gekkan Shōnen Janpu) va ser una revista de manga publicada al Japó per l'editorial Shueisha des del 6 de febrer de 1970. Com indica el nom, era una edició mensual i també incloïa diferents mangues, de la mateixa manera que la seva revista germana i molt més coneguda Weekly Shonen Jump. El dia 6 de juny del 2007 va publicar-se'n l'últim número. Les sèries que quedaren inacabades van continuar la seva publicació en la nova revista Jump Square, estrenada al novembre del mateix any.